# Єнкес
Єнке́с (каз. Енкес) — село у складі Сариагаського району Туркестанської області Казахстану. Входить до складу Куркелеського сільського округу.
У радянські часи село називалося Карла Маркса.
Населення — 5241 особа (2021; 3920 у 2009, 2935 у 1999, 2366 у 1989).